# Cangallo (Buenos Aires)
Cangallo es una localidad del partido de Ayacucho, Provincia de Buenos Aires, Argentina.
Se accede desde un camino rural que se desprende de la Ruta Provincial 74.
Nació como una estación ferroviaria del Ferrocarril General Roca, en el ramal las ciudades de Ayacucho y Tandil.
Tiene una capilla, Nuestra Señora del Rosario, y supo tener estafeta; Club, El Pensamiento; escuela y comisaría. Hoy día, todas esas construcciones están ocupadas por familias, incluyendo la estación. También hay una fábrica de quesos y algunas casas vecinas. 

## Población
Durante el censo nacional del INDEC de 2010 fue considerada como población rural dispersa.